# 1985 RB4
1985 RB4 är en asteroid i huvudbältet som upptäcktes den 10 september 1985 av den belgiske astronomen Henri Debehogne vid La Silla-observatoriet.